# خوان کارلوس (بازیکن فوتبال، زاده ۱۹۵۶)
خوان کارلوس (انگلیسی: Juan Carlos؛ زادهٔ ۲۷ ژوئیهٔ ۱۹۵۶) بازیکن فوتبال اهل اسپانیا است.